# La Chamade – Herzklopfen
La Chamade – Herzklopfen (Originaltitel: La Chamade) ist ein französisch-italienisches Filmdrama von Alain Cavalier aus dem Jahr 1968 mit Catherine Deneuve und Michel Piccoli. Als literarische Vorlage diente der Roman La Chamade von Françoise Sagan, die auch an der Entstehung des Drehbuchs beteiligt war.

## Handlung
Die Pariserin Lucile ist jung, schön und verwöhnt. Von ihrem reichen Geliebten, dem älteren Charles, lässt sie sich aushalten. Gemeinsam besuchen sie die wichtigsten Theater, die angesagtesten Cabarets und die exklusivsten Restaurants der Stadt. Beim Croquet-Spielen lernt Lucile eines Tages den gutaussehenden, aber mittellosen Antoine kennen. Als sie eines Abends mit Charles und Freunden vor einem Café eine Gruppe von Musikern bewundert, trifft sie Antoine wieder. Er ist in Begleitung seiner Freundin Diane. Charles entgeht nicht, dass sich Lucile für Antoine interessiert. Damit sie sich amüsiert, sorgt er dafür, dass Lucile und Antoine allein zurückbleiben. Antoine bringt Lucile später nach Hause. Tags darauf sucht Lucile Antoine in dessen Appartement auf. Sie küssen sich und schlafen miteinander.
Als Charles für zwei Wochen geschäftlich nach New York reisen muss, intensiviert Lucile ihre Beziehung zu Antoine. Dieser verlangt von ihr, sich zwischen ihm und Charles zu entscheiden. Lucile trifft am Flughafen ein, um Charles abzuholen und ihm zu sagen, dass sie die Beziehung mit ihm beenden und lieber mit Antoine zusammenleben möchte. Da das Flugzeug aus technischen Gründen nicht sofort landen kann und Lucile so kurzzeitig um Charles’ Leben bangen muss, bringt sie es nicht über sich, mit ihm Schluss zu machen. Bei einer Geburtstagsfeier eines gemeinsamen Freundes treffen Lucile und Antoine erneut aufeinander. Als Antoine Lucile zum Tanzen auffordert, sie jedoch nicht will und die anderen Gäste auf beide aufmerksam werden, verlässt Antoine wütend die Feier. Noch im Morgengrauen läuft er nachdenklich durch die Straßen. In seinem Appartement gesteht er schließlich Diane, dass er sich von ihr trennen will, weil er sich in Lucile verliebt habe.
Charles und Lucile machen daraufhin Urlaub in Nizza. Charles muss jedoch vorzeitig wieder abreisen. Als Antoine erfährt, dass sich Lucile allein am Strand von Nizza aufhält, reist er umgehend zu ihr. Nach ihrer gemeinsamen Rückkehr nach Paris überwindet sich Lucile, Charles zu verlassen und auch auf die von ihm geschenkten Kleider zu verzichten. Einen Sommer lang sind Lucile und Antoine glücklich miteinander. Da Antoine als Journalist nicht genug für zwei verdient, nimmt Lucile eine Arbeit in einem Archiv an. Lucile meint jedoch schon bald, dass sie nicht für ein Arbeitsleben geschaffen sei. Sie kündigt, tut jedoch so, als würde sie weiterhin jeden Tag zur Arbeit gehen. Als Antoine erfährt, dass sie nicht mehr arbeiten geht und ihn noch dazu drei Wochen lang angelogen hat, gibt er ihr eine Ohrfeige. Sie versöhnen sich zwar, als Lucile jedoch schwanger wird, fühlt sie sich zunehmend eingeengt und unglücklich.
Antoine schlägt vor, in eine größere Wohnung in einem Hochhaus zu ziehen. Lucile ist jedoch nicht bereit für ein Kind. Sie vermisst das luxuriöse und sorgenfreie Leben an der Seite von Charles – zumal dieser sie so akzeptiert, wie sie ist. Sie besucht daher Charles und bittet ihn darum, eine Abtreibung zu finanzieren. Charles, der Lucile mit ihrem kindlich naiven Charme und ihrer Freude am Spiel fast bedingungslos liebt, hilft selbstverständlich aus. Nach dem medizinischen Eingriff hört Lucile von einem Freund, Charles habe Krebs. Die Sorge um ihn führt sie schließlich wieder zusammen. Nach einem gemeinsamen Konzertbesuch bittet Charles Lucile, bei ihm zu bleiben. Sie kehrt in Antoines Appartement zurück und sieht Antoine schlafend in seinem Bett. Schweren Herzens verlässt sie das Appartement und ruft Antoine kurz darauf an. Sie lässt ihn wissen, dass sie zu Charles zurückkehrt, und macht sich dann auf den Weg zu dessen Villa.

## Hintergrund

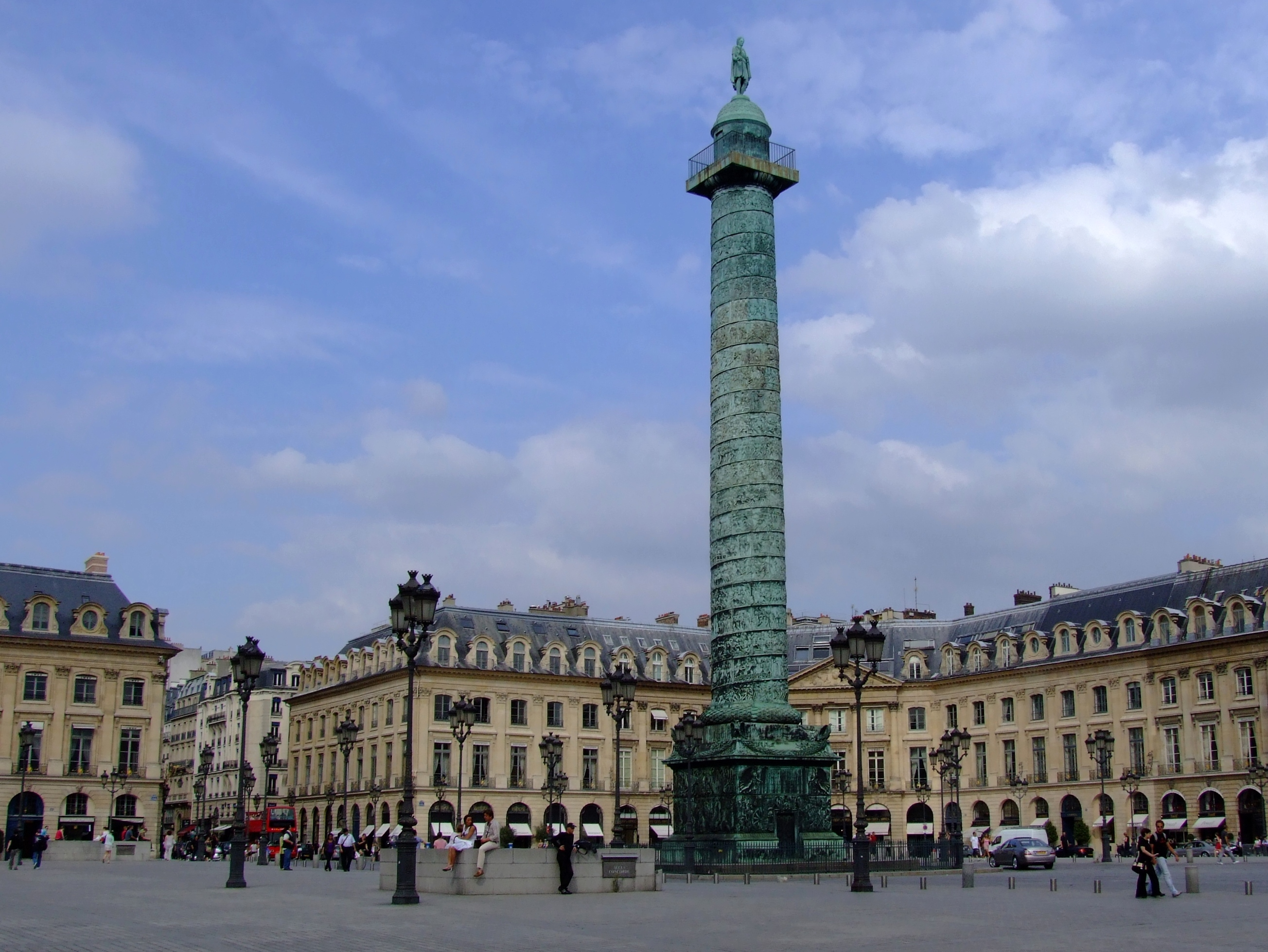
Die Place Vendôme mit der Colonne Vendôme, ein Schauplatz des Films

Catherine Deneuve und Michel Piccoli hatten zuvor bereits in Agnès Vardas Film Die Geschöpfe (1966) und Luis Buñuels Belle de Jour – Schöne des Tages (1967) zusammengespielt. Die Dreharbeiten zu La Chamade – Herzklopfen fanden von Mitte April bis Mai 1968 in Paris und Nizza statt. Die Pariser Place Vendôme war dabei mehrfach Schauplatz des Films, so unter anderem in einer Szene, als sich Deneuve und Roger Van Hool auf der Aussichtsplattform der Colonne Vendôme befinden. Deneuves Filmgarderobe wurde von Yves Saint Laurent entworfen. Der Film lief am 30. Oktober 1968 in den französischen Kinos an. In Deutschland wurde er am 14. März 1969 veröffentlicht.

## Kritiken
Das Lexikon des internationalen Films bezeichnete La Chamade – Herzklopfen als „[b]ittersüßes Melodram mit sozialkritischen Einsprengseln“. Es handle sich jedoch nur um „elegant inszenierte Konfektionsware mit prominenter Besetzung“. Cinema hielt den Film schlicht für „[b]rillant gespielt und elegant in Szene gesetzt“. Der Evangelische Filmbeobachter schrieb wiederum: „Gepflegt inszenierte Dreiecksgeschichte nach einem Roman von Françoise Sagan ohne Gewicht und Anspruch.“

## Deutsche Fassung
Die deutsche Synchronfassung entstand 1969 in München.
| Rolle    | Darsteller        | Synchronsprecher    |
| -------- | ----------------- | ------------------- |
| Lucile   | Catherine Deneuve | Helga Trümper       |
| Charles  | Michel Piccoli    | Horst Naumann       |
| Antoine  | Roger Van Hool    | Christian Wolff     |
| Johnny   | Jacques Sereys    | Paul Bürks          |
| Diane    | Irène Tunc        | Eva Pflug           |
| Etienne  | Amidou            | Fred Klaus          |
| Marianne | Monique Lejeune   | Rose-Marie Kirstein |